# إمري بالوغ
إمري بالوغ Imre Balog (ولد في 28 أكتوبر 1991) لاعب شطرنج مجري يحمل لقب أستاذ كبير.
- فاز بدورة أراد المفتوحة عام 2011 وعام 2012.
- حصل على لقب أستاذ دولي عام 2007.
- حصل على لقب أستاذ كبير عام 2011.
- بلغ تصنيف إيلو خاصته 2544 نقطة في يناير 2018.

## وصلات خارجية
- إمري بالوغ على موقع الاتحاد الدولي للشطرنج (الإنجليزية)
- إمري بالوغ على موقع مباريات الشطرنج (الإنجليزية)
- إمري بالوغ على موقع 365Chess.com (الإنجليزية)
- إمري بالوغ على موقع Chesstempo.com (الإنجليزية)